# Carlo Levi

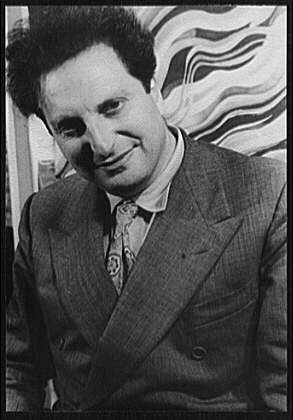
Carlo Levi in 1947, door Carl Van Vechten

Carlo Levi (Turijn, 29 november 1902 – Rome, 4 januari 1975) was een Italiaanse schrijver en kunstschilder. Hij stond ook bekend om zijn anti-fascistisch activisme.

## Leven en werk
Levi groeide op in een geëngageerd socialistisch milieu. Hij studeerde geneeskunde en nam al vroeg deel aan het politieke en intellectuele leven. Hij legde zich na zijn studie toe op de schilderkunst en maakte in 1929 deel uit van de Turijnse “Sei di Torino” ("De zes van Turijn"). Korte tijd later richtte hij in Parijs de antifascistische beweging Giustizia e Libertà op. Tijdens het bewind van Mussolini hielp hij politieke vluchtelingen Italië te verlaten, waarbij hij diverse malen werd gearresteerd en gevangengezet. Na de oorlog werd hij redacteur bij het antifascistische blad “Italia libera”. In 1963 werd hij als lid van de Italiaanse Communistische Partij gekozen in het Italiaanse parlement.
Als schrijver brak Levi door met Cristo si è fermato a Eboli (1945, Nederlands: Christus kwam niet verder dan Eboli), een mengeling van een autobiografie, reportages en lyrische beschouwingen, gesitueerd in Lucanië, tegenwoordig Basilicata, waar hij zelf in 1935 verbleef als politieke balling. In het boek wordt een autonome, archaïsche boerenbeschaving beschreven, model staand voor het arme Italiaanse zuiden, met een felle aanklacht tegen de kleinburgerlijke moraal, verpersoonlijkt in de “podesta” (het stadsbestuur onder de fascisten).
Levi maakte ook naam als essayist. In zijn essays ontleedt hij de oorzaken van de crisis in de westerse beschaving en verdedigt hij het recht op individuele vrijheid. Daarenboven bekritiseert hij herhaaldelijk de holle frases van politieke partijen en hun simplistische maatschappij analyses. Veel van zijn werken hebben de vorm van een soort reportage, soms ook in de vorm van een reisverhaal.
Carlo Levi overleed in 1975, 72 jaar oud en ligt begraven in Aliano, in de Zuid-Italiaanse regio Basilicata, het dorp waar ook 'Cristo si è fermato a Eboli' zich grotendeels afspeelt.